# Klarobelia
Klarobelia es un género de plantas de la familia Annonaceae. Es originaria de América central y meridional.

## Taxonomía
El género fue descrito por Laurentius Willem Chatrou y publicado en Changing Genera. Systematic studies in Neotropical and West African Annonaceae 121. 1998.  La especie tipo es: 

## Especies
- Klarobelia candida Chatrou
- Klarobelia cauliflora Chatrou
- Klarobelia inundata Chatrou
- Klarobelia megalocarpa Chatrou
- Klarobelia napoensis Chatrou
- Klarobelia stipitata Chatrou
- Klarobelia rocioae Chatrou